# Elías Maho
Elías Manuel Maho Sicacha (Guinea Española, 1930 o 1939 – Malabo, 10 de agosto de 2004) fue un médico y político ecuatoguineano.

## Biografía
No existe claridad sobre su fecha de nacimiento, puesto que algunas fuentes citan el año 1930 y otras 1939. Fue hermano de Luis Maho, destacado abogado y político guineano. Adquirió notoriedad al ser el primer médico de Guinea Ecuatorial (entonces Guinea Española). Se formó como cirujano en España, regresando a la Guinea Española en 1957.
Mantenía una estrecha relación de amistad con Francisco Macías Nguema, quien fuera el primer Presidente de Guinea Ecuatorial tras la independencia del país. Maho fue su médico de cabecera. Durante la dictadura de Macías, Maho debió desarrollar funciones de Médico Forense y como tal, fue testigo directo de muchos de los crímenes cometidos durante el régimen. Tras el golpe de Estado de 1979 liderado por Teodoro Obiang Nguema y la posterior ejecución de Macías, Maho (en su calidad de médico forense) fue el encargado de certificar la muerte del exdictador.
En 1990, Maho fue nombrado por el presidente Obiang como Alcalde de Malabo. También desempeñó el cargo de presidente de la Cruz Roja en Guinea Ecuatorial, así como de la fracción guineana de Amnistía Internacional. En este contexto, Maho se volvió opositor al régimen de Obiang Nguema.
En agosto de 2004, Maho visitó en la Prisión de Black Beach a Weja Chicampo, Coordinador General del ilegalizado Movimiento para la Autodeterminación de la Isla de Bioko (MAIB). También había preparado un informe sobre la situación de las cárceles y los presos políticos en Guinea Ecuatorial, el cual había enviado a algunos organismos internacionales, incluyendo la Cruz Roja Internacional. En consecuencia, el 10 de agosto de 2004 Maho fue mortalmente atropellado mientras practicaba footing, en el marco de un asesinato orquestado por el gobierno del país. Según testigos, el coche que lo atropelló no contaba con matrícula. Se sospecha que el perpetrador del atropello fue el conocido represor de la dictadura Elías Nguema Ebang.
La noticia de su muerte consternó a la oposición guineana en el exilio, y se realizó una misa en su honor en Madrid.
Alfonso Nsue Mokuy, político perteneciente al gobierno guineano, desmintió que Maho hubiese sido asesinado.